# Viktor Tausk
Viktor Tausk (ur. 12 marca 1879 w Żylinie, zm. 3 lipca 1919 w Wiedniu) – chorwacki psychoanalityk, prawnik, dziennikarz, lekarz.

## Życiorys
Urodził się w żydowskiej rodzinie w Żylinie, wówczas należącej do Austro-Węgier, jako syn dziennikarza i tłumacza Hermana (1850–1916) i jego żony Emilie Roth Tausk; miał ośmioro młodszego rodzeństwa, sześć sióstr i dwóch braci. Niedługo po jego urodzinach rodzice przenieśli się do Chorwacji. Uczył się w szkole w Sarajewie. Zdecydował się studiować prawo i przez pewien czas praktykował w Mostarze jako asystent prawnika.
W 1897 roku po raz pierwszy odwiedził Wiedeń, rok później poznał Marthę Frisch (1881–1957). Ochrzcił się i w 1900 roku ożenił się z nią. Mieli dwóch synów, Mariusa i Victora-Hugo; po kilku latach rozwiedli się. Od 1906 roku Tausk przebywał w Berlinie, gdzie pracował jako dziennikarz i próbował sił jako artysta, pisząc poezje i sztuki. Około 1907 roku zainteresował się psychoanalizą, napisał wtedy do Freuda i otrzymał zaproszenie do Wiednia. W 1908 roku odbył szkolenie z psychoanalizy. Dzięki finansowej pomocy Freuda, mógł rozpocząć studia medyczne na Uniwersytecie Wiedeńskim. Pracował w oddziale neurologicznym Frankla von Hochwarta i klinice psychiatrycznej Wagnera-Jauregga, tytuł doktora medycyny otrzymał w styczniu 1914 roku. W 1915 roku został zmobilizowany i przez dziewięć miesięcy jako lekarz wojskowy służył w Lublinie. Po powrocie do Wiednia rozpoczął analizę u Helene Deutsch (Freud odmówił mu analizy). Deutsch, która sama była wówczas analizowana przez Freuda, za jego namową przerwała analizę Tauska.
3 lipca 1919 roku będąc pod wpływem alkoholu Tausk popełnił samobójstwo, zadzierzgając sznur od zasłony wokół szyi i strzelając sobie z rewolweru w głowę. Przyczyn samobójstwa zwykło się upatrywać w jego niespełnionym uczuciu do Lou Andreas-Salomé. Niedługo przed śmiercią zaręczył się ze swoją pacjentką, młodą pianistką Hilde Loewi, która mogła zajść z nim w ciążę. Kurt R. Eissler w swojej biografii zasugerował, że Tausk mógł mieć chorobę afektywną dwubiegunową. Obszerne wspomnienie pośmiertne o Tausku napisał Freud. W prywatnej korespondencji z Salomé napisał: „Przyznam, że nie będzie mi go brakowało; już dawno zrozumiałem, że nie będzie z niego pożytku, a naprawdę stanowi zagrożenie dla przyszłości”.

## Dorobek naukowy
Opublikował 14 artykułów psychoanalitycznych. Po przedwczesnej śmierci przez długi czas jego wpływ na rozwój psychoanalizy był niedoceniany, dopiero w latach 70. ukazały się biografie i opracowania jego twórczości. W 1983 roku wydano jego dzieła zebrane.
O Tausku opowiadają powieści Brendy Webster Vienna Triangle (1999) i Vrijeme laži (2009) Sibili Petlevski.

## Lista prac
- Paraphrase als Kommentar und Kritik zu Gerhart Hauptmanns „Und Pippa tanzt”. Berlin: Cronbach, 1906
- Entwertung des Verdrängungsmotivs durch Recompense. Internationale Zeitschrift für ärztliche Psychoanalyse 1 (3), s. 230–239, 1913
- Zur Psychologie der Kindersexualität. Internationale Zeitschrift für ärztliche Psychoanalyse 1 (5), s. 444–458, 1913
- Zur Psychologie des alkoholischen Beschäftigungsdelirs. Internationale Zeitschrift für ärztliche Psychoanalyse 3 (4), s. 204–226, 1915
- Bemerkungen zu Abrahams Aufsatz Ueber Ejaculatio praecox. Internationale Zeitschrift für ärztliche Psychoanalyse 4, s. 315–327, 1917
- Über eine besondere Form von Zwangsphantasien. Internationale Zeitschrift für ärztliche Psychoanalyse 4, s. 52, 1917
- Zur Psychologie des Deserteurs. Internationale Zeitschrift für ärztliche Psychoanalyse 4, s. 193; 229, 1917
- Zur Psychopathologie des Alltagslebens. Internationale Zeitschrift für ärztliche Psychoanalyse, 1917
- Über die Entstehung des „Beeinflussungsapparates” in der Schizophrenie. Internationale Zeitschrift für ärztliche Psychoanalyse 5 (1), 1919
- A Contribution to the Psychology of Child-Sexuality. International Journal of Psycho-Analysis 5, s. 343–357, 1924
- Compensation as a Means of Discounting the Motive of Repression. International Journal of Psycho-Analysis 5, s. 130–140, 1924
- On the Origin of the „Influencing Machine” in Schizophrenia. Psychoanalytic Quarterly 2, s. 519–556, 1933
- Ibsen the Druggist. Psychoanalytic Quarterly 3, s. 137–141, 1934
- On Masturbation. Psychoanalytic Study of the Child 6, s. 61–79, 1951
- On the Psychology of the Alcoholic Occupation Delirium. Psychoanalytic Quarterly 38, s. 406–431, 1969
- On the Psychology of the War Deserter. Psychoanalytic Quarterly 38, s. 354–381, 1969
- Diagnostic Considerations Concerning the Symptomatology of the So-Called War Psychoses. Psychoanalytic Quarterly 38, s. 382–404, 1969
- Gesammelte psychoanalytische und literarische Schriften; Hans-Joachim Metzger (Hrsg.) Wien, Berlin: Medusa, 1983